# استریت فلاش

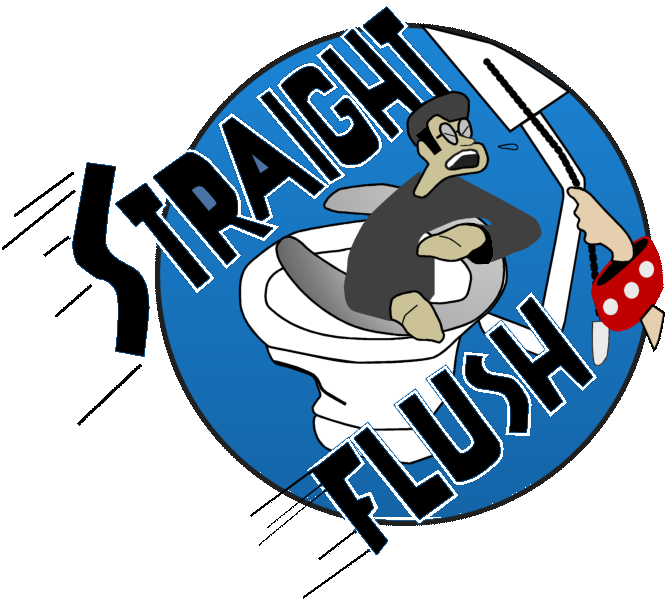
استریت فلاش در نوز آرت

استریت فلاش (انگلیسی: Straight Flush)، نام یک بوئینگ بی-۲۹ سوپرفورترس (B-29-36-MO 44-27301، ویکتور شماره ۸۵) بود که در حمله بمب اتمی به هیروشیما در ۶ اوت ۱۹۴۵ شرکت کرد.
این هواپیما که به گروه بمب‌افکن ۳۹۳، گروه کامپوزیت ۵۰۹، اختصاص داده شده بود، به عنوان یک هواپیمای شناسایی آب و هوا مورد استفاده قرار گرفت و قبل از حمله بر فراز شهر پرواز کرد تا مشخص شود که آیا شرایط برای سقوط بصری مساعد است یا خیر. خلبان کلود اترلی بعداً ابراز پشیمانی کرد، در بیمارستان روانی بستری شد و به فعالیت‌های ضد هسته‌ای پرداخت، که ممکن است منشأ افسانه محلیهایی باشد که اترلی، خلبان پال تیبتس یا سایر اعضای خدمه دو هواپیما پس از بمب‌گذاری‌ها دیوانه شدند.